# لیندا پارک

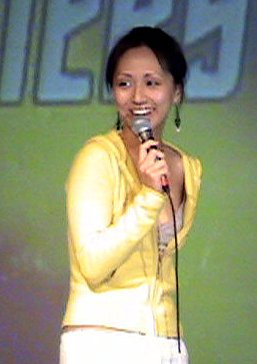

لیندا پارک (انگلیسی: Linda Park؛ زادهٔ ۹ ژوئیهٔ ۱۹۷۸) یک هنرپیشه اهل ایالات متحده آمریکا است. وی از سال ۲۰۰۱ میلادی تاکنون مشغول فعالیت بوده‌است.

## گزیده فیلمشناسی
از فیلم‌ها یا برنامه‌های تلویزیونی که وی در آن نقش داشته‌است می‌توان به آثار زیر اشاره کرد.
- پارک ژوراسیک ۳ (۲۰۰۱)
- پیشتازان فضا: انترپرایز (۲۰۰۱–۰۵)
- زندگی (سریال آمریکایی) (۲۰۰۹)
- منتالیست (۲۰۱۱)
- دکتر هاوس (۲۰۱۱)
- ان‌سی‌آی‌اس (۲۰۱۲)
- چهره عشق (۲۰۱۳)
- افسانه‌ها (مجموعه تلویزیونی) (۲۰۱۴)
- کسل (مجموعه تلویزیونی) (۲۰۱۵)
- آی‌زامبی (مجموعه تلویزیونی) (۲۰۱۸)